# Soygurt

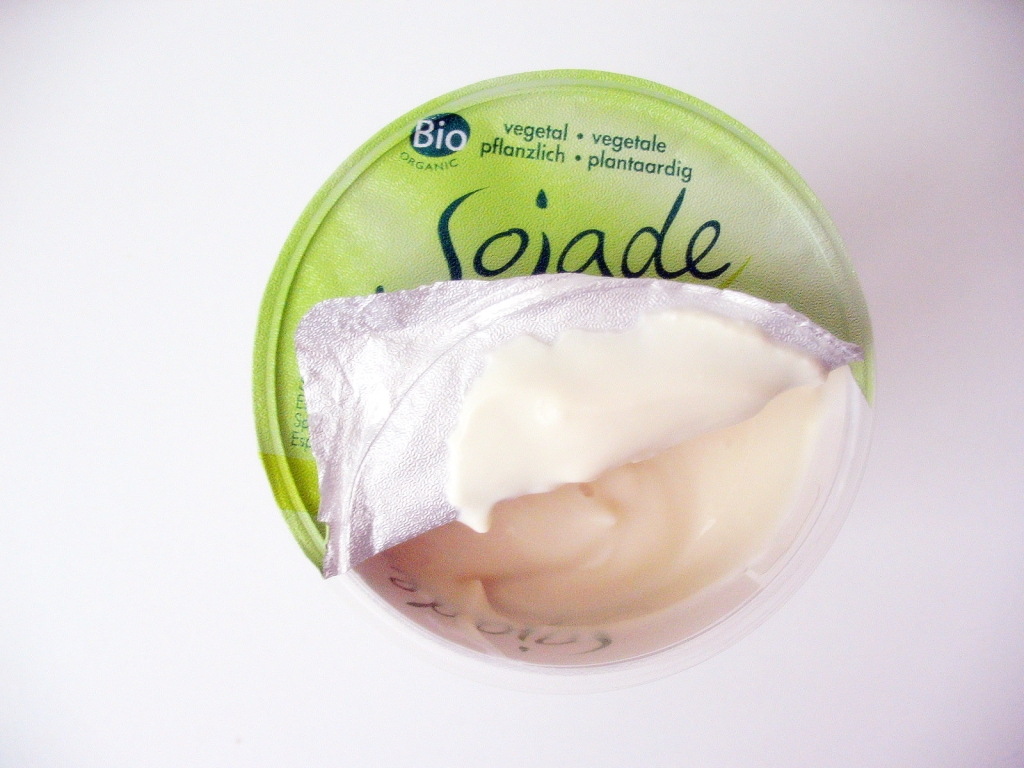
Soygurt från tyskland

Soygurt (teleskopord bildat av soja och yoghurt) är en växtbaserad yoghurt gjord på sojamjölk syrad med mjölksyrabakterier.
Soygurt är fri från laktos vilket gör den till ett populärt yoghurtsubstitut bland folk som är laktosintoleranta. Produkten har även fått ett uppsving under 2010-talet till följd av att veganism blivit allt mer populärt.